# Operazione Shfifon

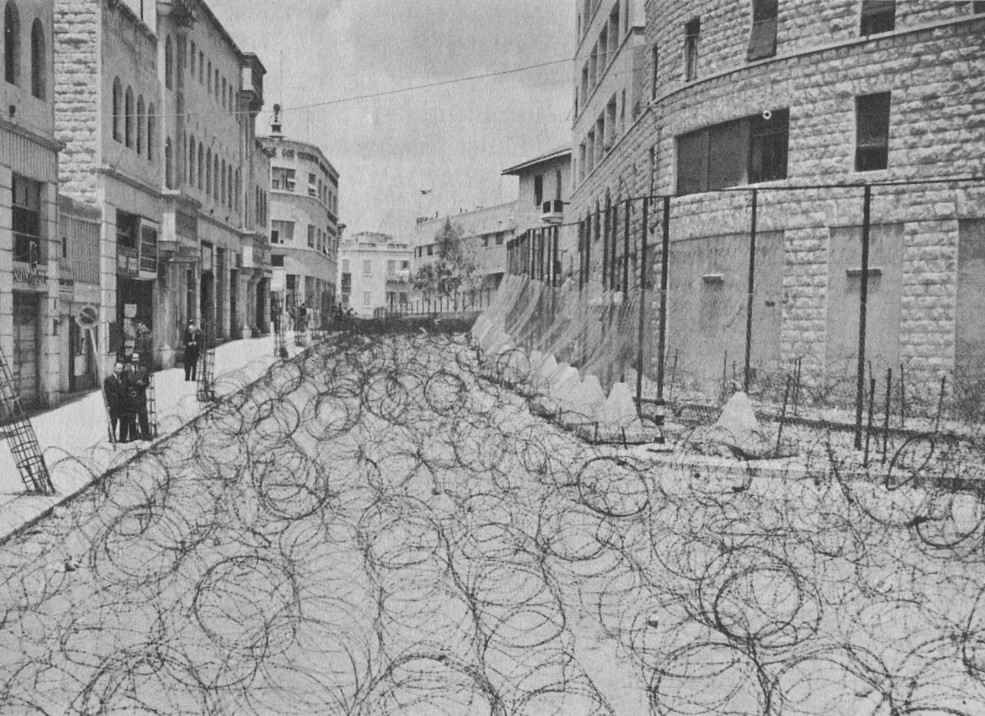
La strada Principessa Maria a Gerusalemme, nel 1948, bloccata dal filo spinato, era allora chiamata "Bevingrad". L'edificio sulla destra è il Generali Building, allora sede del principale quartiermastro britannico.

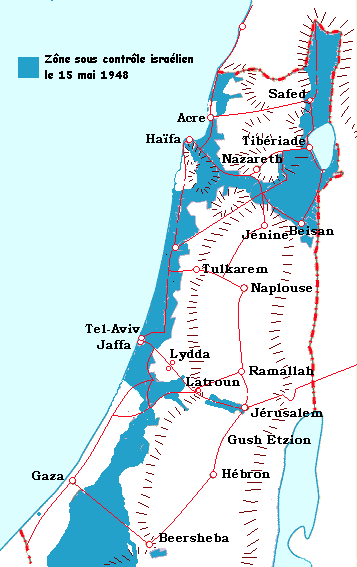
Area sotto il controllo di Israele al 15 maggio 1948.

Il 13 maggio 1948, un giorno prima della proclamazione dello stato di Israele, l'Haganah, un'organizzazione paramilitare ebraica in Palestina durante il Mandato britannico, lanciò l'operazione Shfifon (in ebraico מבצע שפיפון‎?, in italiano operazione vipera della sabbia) con lo scopo di occupare tutti gli avamposti britannici nella Città Vecchia di Gerusalemme in modo da evitare che le forze arabe ne prendessero per prime il controllo. Tale evenienza era stata prevista da lungo tempo ed i piani per anticiparla chiamati appunto "operazione Shfifon"; a questa farà poi seguito l'operazione Kilshon.